# ۷۳۲ (خورشیدی)
۷۳۲ هفتصد و سی و دومین سال هجری خورشیدی است.